# ماموریت مجنو
مأموریت مجنو (تلوگویی: మిషన్ మజ్ను) یک فیلم دلهره‌آور و داستان جاسوسی محصول سال ۲۰۲۳ سینمای هند به کارگردانی شانتانو باغچی با بازی سیدهارث مالهوترا و راشمیکا ماندانا در نقش‌های اصلی است. ماجرای فیلم به قبل و در طول جنگ هند و پاکستان در سال ۱۹۷۱ اتفاق می‌افتد.
اکران این فیلم با تاخیرهای متعددی روبرو شد، ابتدا برای اکران در سینماها در ۱۳ مه ۲۰۲۲ برنامه‌ریزی شد و سپس در ۱۰ ژوئن همان سال قبل از اینکه به‌طور نامحدود به تعویق افتاد. در نهایت، اکران فیلم لغو شد و در ۲۰ ژانویه ۲۰۲۳ مستقیماً از طریق نتفلیکس منتشر شد.

## داستان
در دهه ۱۹۷۰، یک جاسوس هندی مخفی ماموریت مرگباری را برای افشای برنامه مخفیانه تسلیحات هسته‌ای در قلب پاکستان انجام می‌دهد.

## تولید
فیلمبرداری اصلی در فوریه ۲۰۲۱ در لکهنؤ آغاز شد و فیلمبرداری در سپتامبر ۲۰۲۱ به پایان رسید.